# 長尾鯊級核動力攻擊型潛艇
長尾鯊級核動力攻擊型潛艇(英語:Thresher/Permit-class submarine)是美國海軍的第三代潛艇，該潛艇的首艦長尾鯊號在第二次巡航時碰上不明原因而失事沉沒，成為美國海軍60年來難解的謎題。

## 設計歷史
50年代末期的美國雖然已經擁有了鸚鵡螺號和鰩魚級這類核潛艇，但面對蘇聯開始研製N級核潛艇，美國便在1958年5月28日開工建造長尾鯊號，1960年7月9日命名為長尾鯊並下水測試，1961年8月3日服役，號稱當時美國最新型、最先進的核子動力潛水艇。截至1970年前，該潛艦共建造了13艘。

## 首艦失事

長尾鯊號事故過程推測

1963年4月10日，長尾鯊號進行海試，當它下潛到130米的深度時開始滿載注水，到了約200米時，長尾鯊號突然回報：「出現故障」！接著船艙內的對話聲顯得越來越恐慌，不久，長尾鯊號就不再回應，消失在深海中。
4月10日下午，美國便在下午公告長尾鯊號在波士頓以東220海里處沉沒，並緊急出動一艘名為雲雀號的救援船及一艘微型潛艇參與搜救。小型潛艇在2560米的深海中顯示長尾鯊號的殘骸擴散至周圍400平方公尺，其殘骸均已破碎，129名船員全數罹難。美國一開始以「超過耐壓極限」為初步推斷。但根據最後的回應指出，長尾鯊號應該是在深度212米的海中解體，而長尾鯊號的耐壓深度可達396米，不符合上敘所稱。
目前為止最可信的說法是長尾鯊號的壓力殼設計不良導致解體。因為長尾鯊號在完工後只測試1年，許多缺陷未經修正，因而釀成事故。其他說法還有長尾鯊號遇上了海底風暴、海怪、遭海底火山波及、撞到海底山脈、魚雷爆炸、遭蘇聯潛艇擊沉等，但均未獲得證實。
1985年，前美國軍官羅伯‧巴拉德為尋找1912年沉沒的鐵達尼號，而尋求當時擁有深海潛艇的美國海軍的協助時，以此為條件，接受尋找長尾鯊號與蠍子號的任務作為交換，找到後，在說好的期限內，可以任意使用潛艇去尋找鐵達尼號，後終於找到已經成為碎片的長尾鯊號。
最後進行調查，結果假定長尾鯊號在當時發生了內爆，管線在初期報告中就明確指出，有部分管線是非常脆弱的，結果在該次潛航中，因為在進行極限壓力測試，導致管線爆開，使核能爐緊急停止，指揮上浮又因閥口被冰所堵住，導致空氣無法灌入壓力艙，以及部分壓力艙已進水，最後沉入深海中，被海水的壓力壓壞而崩毀。

## 退役
80年代後，殘存的12艘長尾鯊級因為被大批的洛杉磯級取代，而成為落後的潛艦，終於全數走入歷史。

## 同級艦
| 艦名         | 舷號    | 造船廠             | 下水       | 服役       | 退役       | 命運                                                                 |
| ------------ | ------- | ------------------ | ---------- | ---------- | ---------- | -------------------------------------------------------------------- |
| 長尾鯊號     | SSN-593 | 朴茨茅斯海军造船厂 | 1960-07-09 | 1961-08-03 |            | 於1963年4月10日的下潛測試中失事，全艇129人均罹難（含造船廠測試人員） |
| 鐮鰭鯧鰺號   | SSN-594 | 梅爾島海軍造船廠   | 1961-07-01 | 1962-05-29 | 1991-06-12 | 於1993年5月20日拆解回收                                              |
| 活塞號       | SSN-595 | 梅爾島海軍造船廠   | 1961-12-09 | 1962-11-21 | 1990-01-03 | 於1996年3月8日拆解回收                                               |
| 魮魚號       | SSN-596 | 英格爾斯造船廠     | 1962-02-11 | 1963-08-24 | 1989-12-20 | 於1996年3月14日拆解回收                                              |
| 狹鱈號       | SSN-603 | 紐約造船廠         | 1962-03-17 | 1964-05-26 | 1989-03-01 | 於1995年2月17日拆解回收                                              |
| 粉紅鮭號     | SSN-604 | 紐約造船廠         | 1962-08-18 | 1964-12-16 | 1991-06-12 | 於1992年6月20日拆解回收                                              |
| 鰺魚號       | SSN-605 | 樸茨茅斯海軍造船廠 | 1963-04-24 | 1967-03-31 | 1990-07-11 | 於1992年6月30日拆解回收                                              |
| 闊步鰺號     | SSN-606 | 樸茨茅斯海軍造船廠 | 1961-12-09 | 1964-10-17 | 1992-01-15 | 於1992年8月15日拆解回收                                              |
| 雅羅魚號     | SSN-607 | 英格爾斯造船廠     | 1962-08-18 | 1964-04-04 | 1988-12-02 | 於1997年1月1日拆解回收                                               |
| 大圓頜針魚號 | SSN-612 | 紐約造船廠         | 1965-05-15 | 1966-12-20 | 2993-02-02 | 於1992年7月9日拆解回收                                               |
| 松鯛號       | SSN-613 | 通用动力电船       | 1963-06-22 | 1966-07-22 | 1992-05-26 | 於1994年5月11日拆解回收                                              |
| 六線魚號     | SSN-614 | 通用动力电船       | 1964-04-04 | 1967-11-03 | 1994-04-18 | 於1994年9月30日拆解回收                                              |
| 貓鯊號       | SSN-615 | 通用动力电船       | 1964-05-14 | 1968-01-25 | 1996-04-25 | 拆解回收                                                             |
| 黑線鱈號     | SSN-621 | 英格爾斯造船廠     | 1966-05-21 | 1967-12-22 | 1993-04-07 | 拆解回收                                                             |